# Montagne du Prince-Pío
La montagne du Prince-Pío (Montaña del Príncipe Pío) est une colline de Madrid située entre la place d'Espagne et les rues de la Princesse, Marqués de Urquijo (es) et Ferraz.

## Histoire
La colline sur laquelle s'élève l'actuel temple de Debod a d'abord été connue comme les « hauteurs de San Bernardino » puis comme « montagne du Prince-Pío » de par l'un de ses propriétaires, le prince (en espagnol : príncipe) Francisco Pío de Saboya y Moura (es). Il fait partie de l'ancienne propriété du Real Sitio de la Florida (es) (un terrain de la famille royale).
C'est à cet endroit que Francisco de Goya a situé les fusillades du Tres de mayo de 1808. C'est aussi de là qu'il puise certaines horreurs qu'il restitue dans Les Désastres de la guerre.
En 1860, le Cuartel de la Montaña (es) (un édifice militaire) y est construit, avant d'être détruit lors des affrontements madrilènes de la guerre civile espagnole (1936-1939).
On y trouve actuellement le temple de Debod, reconstruit (il date du IIe siècle av. J.-C.) et installé en 1972.